# Guglielmo IX d'Aquitania
Guglielmo IX duca d'Aquitania, Guglielmo di Poitiers o Guglielmo il Giovane (in occitano Guilhèm de Peitieus), detto il Trovatore (22 ottobre 1071 – Poitiers, 10 febbraio 1127), duca di Aquitania, duca di Guascogna e conte di Poitiers, dal 1086 alla sua morte. Fu anche conte di Tolosa, dal 1114 al 1124, dopo avere già invaso e occupato la contea di Tolosa, dal 1097 al 1100.
Fu uno dei condottieri della crociata del 1101 e, anche se le sue imprese politiche e militari hanno una certa importanza storica, è meglio conosciuto come il primo dei trovatori - un poeta lirico in lingua volgare occitana - di cui ci resta l'opera.

## Origine
Secondo il Chronicon sancti Maxentii Pictavensis, Chroniques des Eglises d'Anjou, era il figlio primogenito del duca di Aquitania, duca di Guascogna e conte di Poitiers, Guglielmo VIII o Guido Goffredo e della sua terza moglie, Hildegarda di Borgogna (1050-1104), figlia del duca di Borgogna Roberto I(1011-1076) e di Ermengarda d'Angiò, detta Bianca, figlia di Folco III Nerra, e di Ildegarda di Lotaringia (sorella quindi di Goffredo II Martello I, patrigno di Guido Goffredo); Hildegarda di Borgogna era nipote del re di Francia, Enrico I; la genealogia materna di Hildegarda è illustrata a pagina 247 delle Chroniques des Comtes d´Anjou et des Seigneurs d´Amboise.
Secondo il Chronico Sancti Maxentii, Guglielmo VIII o Guido Goffredo, era il figlio secondogenito del duca d'Aquitania e conte di Poitiers, Guglielmo Grande e della sua terza moglie Agnese di Borgogna (995-1067), che, secondo il monaco cluniacense e cronista medievale, Rodolfo il Glabro, era figlia del conte di Borgogna e duca di Borgogna Ottone I Guglielmo di Borgogna (962–1026) e della contessa di Mâcon, Ermentrude di Roucy (circa 950– circa 1003), figlia di Ragenoldo Conte de Roucy e, secondo il continuatore del cronista Flodoardo, di Alberada di Lotaringia, che a sua volta era figlia di Gerberga di Sassonia.

## Biografia
La sua nascita fu motivo di grande festa alla corte d'Aquitania, ma la Chiesa in un primo momento additò Guglielmo come figlio illegittimo a causa dei precedenti divorzi di suo padre e della consanguineità dei genitori (Hildegarda di Borgogna era cugina di quarto grado di Guido Goffredo). Ciò obbligò il padre ad andare in pellegrinaggio a Roma, subito dopo la sua nascita, per cercare di ottenere dal Papa Alessandro II la legittimazione di suo figlio. In un primo momento Papa Alessandro II si era opposto alla loro unione e esigeva la loro separazione, ma dopo l'avvio della costruzione dell'abbazia Saint-Jean de Montierneuf di Poitiers, nel 1070, fu trovato un accordo: il papa concesse una dispensa, a patto che Hildegarda non apparisse nella vita pubblica di Guido Goffredo.
Guglielmo viene citato nel documento nº 18 del Cartulaire de l'abbaye de Saint-Cyprien de Poitiers di una donazione fatta da suo padre, Guido Goffredo, all'abbazia stessa.
Tra il 1078 ed il 1079, Guglielmo viene citato nel documento n° XCI del cartolario di Saint-Hilaire de Poitiers, in cui suo padre, Guido Goffredo, impose una regola per l'ammissione dei canonici all'abbazia di Sant'Ilario.
Suo padre, Guido Goffredo morì, nel castello di Chizé. il 25 settembre 1086, secondo il Breve Chronicon sancti Florentii Salmurensis, Chroniques des Eglises d'Anjou. 
Il Chronicon sancti Maxentii Pictavensis, Chroniques des Eglises d'Anjou conferma l'anno della morte di Guido Goffredo e ci informa che gli succedette il figlio Guglielmo, di circa quindici anni, come Guglielmo IX duca d'Aquitania, Guglielmo II, duca di Guascogna e Guglielmo VII, conte di Poitiers; la giovane età gli valse il soprannome di Guglielmo il Giovane.
Guglielmo, arcivescovo di Tiro, nell'odierno Libano, nel suo Historia rerum in partibus transmarinis gestarum afferma che nel 1089 Guglielmo IX avrebbe sposato Ermengarda d'Angiò (circa 1070-1156), che sempre secondo Guglielmo di Tiro e anche secondo la Chronica Albrici Monachi Trium Fontium, era figlia del Conte di Angiò e conte di Tours, Folco IV e, secondo la Chronica de Gesta Consulum Andegavorum, Chroniques d'Anjou, dalla sua prima moglie Hildegarde di Beaugency (figlia del signore di Beaugency, Lancillotto II). Sempre secondo Guglielmo di Tiro, poco dopo nel 1090, Ermengarda fu ripudiata da Guglielmo (spreta et contra matrimonii leges abiecta). Tuttavia, come provato da Ruth Harvey, la notizia di un matrimonio tra Guglielmo IX e Ermengarda è in realtà priva di fondamento.
Nel 1094 Guglielmo, secondo il Chronicon sancti Maxentii Pictavensis, Chroniques des Eglises d'Anjou, sposò Filippa di Tolosa, l'unica figlia del conte di Tolosa, conte d'Albi e marchese di Provenza, Guglielmo IV e di Emma di Mortain († circa 1126), figlia del conte di Mortain e Cornovaglia, Roberto di Mortain e di Matilde di Montgommery, figlia di Ruggero Signore di Montgommery, Visconte d'Hiémois e futuro conte di Shrewsbury e di Mabel d'Alençon. Il matrimonio viene confermato anche dal cronista Robert de Torigni, nel suo Chronique de Robert de Torigni, abbé de Mont-Saint-Michel.
In quello stesso anno, il padre di Filippa era stato ucciso in Terra santa, e lo zio Raimondo, conte di Saint-Gilles, interpretando come abdicazione la rinuncia che suo fratello Guglielmo IV aveva fatto sei anni prima (1088), si appropriò di tutti i titoli del fratello, spodestando sua moglie Filippa, legittima erede di Guglielmo IV, in quanto era l'unica figlia di Guglielmo rimasta in vita.
Sua moglie Filippa, col nome di Matilda, viene citata in una donazione del 22 marzo 1096, fatta da Guglielmo all'abbatiale Sainte-Croix di Bordeaux.
Nel 1097, approfittando che lo zio di Filippa, Raimondo di Saint Gilles era partito per la prima crociata, rivendicando i diritti di Filippa nei confronti dello zio, Raimondo di Saint Gilles, nonostante i possedimenti dei crociati fossero sotto la tutela della chiesa e considerati sacri, Guglielmo IX il Trovatore, invase e occupò la contea di Tolosa.
Infatti la donazione nº 291 del Cartulaire de l'Abbaye de Saint-Sernin de Toulouse, del luglio 1098, fatta sempre da Guglielmo alla Basilica di Saint-Sernin di Tolosa, in cui la moglie viene citata col nome di Filippa (Willelmus comes et uxor mea Philippia, filia Willelmi comitis Tolosæ), dimostra che Filippa ed il marito si trovavano a Tolosa.
Sembra che nello stesso anno, dopo che Roberto II di Normandia (Roberto Cosciacorta), nel 1096, partendo per la prima crociata, aveva affidato la salvaguardia e il governo del ducato di Normandia al fratello, il re d'Inghilterra Guglielmo II d'Inghilterra (Guglielmo il Rosso), quest'ultimo invase il Vexin e, alleatosi con Guglielmo IX e convinti molti baroni del Vexin a seguirli in una coalizione contro il re di Francia Filippo I, si diressero verso Parigi, che, difesa dai baroni rimasti fedeli al re di Francia, fu raggiunta e assediata diverse volte, ma non cadde e, nel 1099, si ritirarono dall'impresa.
Nel 1099 era nato il primogenito di Guglielmo e Filippa, Guglielmo il Tolosano e, dopo la caduta di Gerusalemme, il 15 luglio 1099, Guglielmo IX, decise di partire per la Terra santa e, in cambio del finanziamento della spedizione, nel dicembre di quello stesso anno, restituì la contea di Tolosa al cugino di Filippa, il reggente Bertrando, ed il 6 dicembre partì per la Palestina.
Il cambio di governo nella contea di Tolosa ci viene confermato dal documento nº 435 del Cartulaire de l'Abbaye de Saint-Sernin de Toulouse, dove, in data successiva al 1100, Bertrando II di Tolosa, che si definisce conte di Tolosa di Rouergue e d'Albì, conferma la donazione fatta da sua cugina, Filippa, figlia di Guglielmo IV (Philippa, filia Willelmi comitis) alla Basilica di Saint-Sernin di Tolosa.
L'armata della contea d'Aquitania, secondo il cronista della Prima Crociata, Alberto di Aquisgrana, attraversò l'Ungheria pacificamente in compagnia di Guelfo I di Baviera e della margravia d'Austria, Ida di Cham, mentre, Guzh, un capo dei Bulgari rifiutò il passaggio ai Crociati, che furono costretti a combattere.
Arrivato a Costantinopoli, Guglielmo fu omaggiato di doni da parte dell'imperatore, Alessio I Comneno.
Guglielmo IX, Guelfo II e Ida si trovarono a combattere contro i Turchi in Anatolia e, il 5 settembre 1101, furono duramente sconfitti e decimati da un esercito di Selgiuchidi sui monti Tauri e nella fuga Guelfo riuscì a stento a sfuggire alla morte, mentre Ida, fatta prigioniera, fu uccisa, mentre Guglielmo IX, continuò a combattere, sino a che fu accolto da Tancredi di Galilea ad Antiochia, dove si ritrovò con Guelfo II e altri crociati.
Quindi, nel 1102, il duca Guglielmo IX, col suo esercito, fece ritorno in Aquitania.
Secondo Guglielmo, arcivescovo di Tiro, nel suo Historia rerum in partibus transmarinis gestarum, il figlio del Conte d'Angiò, Folco IV detto il Rissoso, Folco il Giovane, si trovava alla corte di Poitiers, con la qualifica di coppiere, quando Guglielmo IX venne a sapere della morte, nel 1106, del fratellastro maggiore di Folco, Goffredo IV detto Martello; il duca d'Aquitania mise Folco in prigione avanzando pretese sul feudo di cui Folco il Giovane era erede, in quanto era stato il primo marito della sorellastra di Folco, Ermengarda, figlia della prima moglie di Folco IV, Ildegarda di Baugency (figlia di Lancellino II, signore di Baugency). Folco il Giovane fu poi liberato, per l'intervento di sua madre, Bertrada di Montfort, regina consorte di Francia, che tramite il marito il re di Francia, Filippo I, ne ottenne la liberazione da parte di Guglielmo IX.
Nel 1107, secondo lo storico francese Alfred Richard, confermò ai monaci del monastero di Montierneuf di Poitiers il diritto di approvvigionarsi di legna nei boschi dei dintorni, già concesso da suo padre Guido Goffredo.
Nel 1112, alla morte del conte di Tolosa e marchese di Provenza, Bertrando, che dal 1105 era anche conte di Tripoli, sempre in nome del diritto ereditario di Filippa, Guglielmo IX organizzò una spedizione per occupare nuovamente la contea di Tolosa; per finanziare la spedizione per compiere l'impresa tolosana, Guglielmo aveva dovuto spogliare diverse comunità ecclesiastiche, per cui, tra il 1113 ed il 1114, venne scomunicato per la prima volta. Si narra che Guglielmo IX chiedesse l'assoluzione al vescovo di Poitiers, Pietro ma, non concessagli, brandendo la spada lo minacciò: «Dammi l'assoluzione o ti ucciderò!» «Colpisci», rispose il vescovo, porgendo il collo. Al che Guglielmo replicò «No, non ti amo abbastanza per mandarti dritto in Paradiso» e si limitò a esiliarlo.
Guglielmo e Filippa, nel 1114, s'insediarono sul trono della contea, spodestando il conte Alfonso Giordano, che si ritirò nel marchesato di Provenza; il documento n° XXVII dell'Histoire Générale de Languedoc, Tome IV, Preuves, datato 1114, ci conferma che Filippa, in tale data, era la contessa di Tolosa che stipulò un accordo con il Visconte di Béziers.
Per circa dieci anni, pur avendo divorziato, nel 1115, da Filippa, il duca d'Aquitania e conte di Poitiers fu l'effettivo conte di Tolosa; infatti il conte Alfonso Giordano, solo dopo dieci anni di dura lotta riuscì a rientrare in possesso della contea di Tolosa.
Nel 1115, Guglielmo aveva incontrato la Maubergeon (moglie del visconte di Châtellerault), l'aveva fatta rapire e, senza tante cerimonie, l'aveva sposata, pur essendo vivi sia la legittima consorte, Filippa e lo stesso visconte di Châtellerault. Per questo motivo ricevette la seconda scomunica dal papa Pasquale II.
Secondo il cronista inglese Guglielmo di Malmesbury, Guglielmo IX rispondeva con scherno e insolenza ai prelati che lo esortavano a mutar vita; e al legato pontificio, il vescovo di Angoulême, Gerardo, che era calvo, disse: «Ripudierò la viscontessa appena i vostri capelli avranno bisogno di pettine».
Il monaco e cronista inglese, Orderico Vitale, nel suo Historia Ecclesiastica riporta la separazione di Guglielmo e Filippa, in modo un poco fantasioso (secondo lo storico francese, Alfred Richard, fu la prima moglie di Guglielmo, Ermengarda, che si presentò al concilio di Reims), facendo dichiarare a Filippa (citata col nome di Hildegarda), di fronte a papa Callisto II, durante il concilio di Reims del 1119 di essere stata abbandonata dal marito a causa della moglie del visconte di Châtellerault (Malbergionem, vicecomitis de castello Airaldi, conjugem), per cui il papa colpì con anatema il duca per il illecito ripudio.
L'anno dopo, nel 1116, Filippa si arrese all'evidenza e si ritirò nell'Abbazia di Fontevrault, dove morì nel 1118, facendo decadere la scomunica.
Nel 1120, Guglielmo raggiunse il re d'Aragona, Alfonso I e partecipò alla vittoriosa battaglia di Cutanda, vicino Calamocha, provincia di Teruel, contro un esercito di Mori almoravidi, e poi alla conquista di Calatayud; rimase nella penisola iberica sino al 1123, partecipando anche alle campagne di Alfonso I per la conquista del territorio di Valencia, dove ottenne alcune vittorie.
Guglielmo IX, nel frattempo, cercava di impadronirsi anche del marchesato di Provenza e, nel 1122, aveva assediato in Orange Alfonso Giordano; durante l'assedio però le milizie Tolosane si ribellarono e liberarono dall'assedio il loro conte titolare.
La ribellione dei Tolosani prese vigore e Guglielmo IX fu sconfitto dai ribelli e la contea di Tolosa fu definitiva e Alfonso Giordano, il legittimo erede, nel 1124, rientrò in possesso della contea di Tolosa.
Comunque durante il regno di Guglielmo IX, specialmente nella contea di Tolosa, gli eretici godettero la protezione che era necessaria, anzi l'autorità secolare sembrò addirittura incoraggiarli.
Nel 1124, il re d'Inghilterra e duca di Normandia, Enrico I Beauclerc si alleò col proprio genero, l'imperatore germanico Enrico V, che invase la contea di Champagne, arrivando sino a Reims, dove si fermò, perché lo attendeva un imponente esercito, di cui faceva parte anche Guglielmo IX d'Aquitania e che lo costrinse a rientrare in Germania.
Secondo il Chronicon sancti Maxentii Pictavensis, Chroniques des Eglises d'Anjou, Guglielmo IX, morì, 10 febbraio 1126 e fu sepolto nella Chiesa di Saint-Jean de Montierneuf di Poitiers, lasciando i titoli di duca d'Aquitania e conte di Poitiers al figlio primogenito Guglielmo.

## Trovatore e letterato
La fama di Guglielmo, che fu uno degli uomini più importanti del suo tempo, è oggi legata soprattutto all'attività poetica. Nei canzonieri della lirica trobadorica vi è appena una manciata di poesie (dieci o undici, secondo gli studiosi), attribuite dalle antiche rubriche ad un Coms de Peitieus (Conte di Poitou). Le fonti storiche, infatti, oltre a raccontare le imprese di Guglielmo, soffermandosi sovente sui suoi contrasti con l'autorità ecclesiastica, ci informano anche della sua bravura nel cantare Non si può negare che l'identificazione tra l'autore di tali componimenti e il personaggio storico sia problematica. Tuttavia, se le ipotesi di una tradizione di studi ormai secolare sono ben argomentate, derivano alcune implicazioni estremamente rilevanti per la storia delle letterature romanze:.
a) Guglielmo IX è stato il primo poeta a fare uso di una lingua volgare per comporre poemi di argomento profano
b) La lirica dei trovatori si pone cronologicamente alle origini della poesia volgare europea. Se Guglielmo è effettivamente il primo trovatore, la sua opera deve essere quindi considerata alla base della lirica europea di argomento profano. Tale consapevolezza, è bene ricordarlo, era già del giovane Dante, che nel De vulgari eloquentia (libro I, cap. x, par. 2), pur non nominando Guglielmo, riconosce alla poesie in lingua d'oc (ossia, come spiega Dante, la lingua in cui il latino sic si dice oc, distinta dall'italiano che è la lingua di sì e dal francese, lingua d'oïl) il primato nella poesia volgare.
c) I temi e le forme delle poesie del Coms di Peitieus avrebbero così dato origine alla tradizione trobadorica. La produzione poetica di Guglielmo IX appare, pur risultando numericamente ridotta rispetto al corpus trobadorico (che conta circa 2540 testi), estremamente eterogenea: componimenti nei quali è già riscontrabile in nuce ciò che si definisce servizio d'amore si alternano a poesie dal taglio narrativo che sembrano infrangere l'immagine di una lirica trobadorica del tutto concentrata sulla rappresentazione dell'amore del poeta. Inoltre, alcuni testi hanno una connotazione giocosa e sensuale che fa pensare ad alcuni dei Carmina Burana e in generale alla poesia che sarà poi definita burlesca o satirica. Per questo motivo non è possibile accettare la definizione di trovatore bifronte che fu offerta da Pio Rajna. Guglielmo è bifronte solo se si dà per scontato che esista un'immagine definita di che cosa sia la lirica dei trovatori. Se si ammette invece che tale lirica abbia avuto origine da una tradizione poetica nata alla corte di Guglielmo IX, bisognerà ammettere che esistono diversi filoni già alle radici della tradizione: la dichiarazione della fedeltà alla donna, l'identificazione di un gruppo di amici ai quali il canto si rivolge, il gusto per il racconto, per il divertimento e per il non-senso.
In "Farai un vers de dreit nien", ad esempio, Guglielmo introduce il tema del paradosso amoroso, ovvero l'amore irrealizzabile per una dama lontana alimentato dal solo desiderio, attraverso la parodia del medesimo. Nella sua poesia, infatti, l'amore cortese è introdotto o come regola per i membri della corte o al fine di rovesciarlo in nome della realizzazione del desiderio e del materialismo.
Fu amico di altri poeti che accolse a corte, tra cui il Gallese Bledri ap Davidor, che reintrodusse sul continente la storia di Tristano e Isotta.
La poesia di Guglielmo, ovviamente, non nasce dal nulla. La critica ha sottolineato a più riprese i possibili legami tra la nascita della tradizione lirica volgare e la produzione poetica religiosa di San Marziale di Limoges, una famosa abbazia che faceva parte degli immensi possedimenti di Guglielmo.

### Rapporti con la Chiesa e la moglie
Guglielmo, come suo padre ed altri magnati del tempo, ha avuto un rapporto difficile con la Chiesa. Egli è stato scomunicato due volte. 
La prima volta è stata nel 1114 per una presunta violazione dei privilegi fiscali della Chiesa. È accaduto chiedendo l'assoluzione di Pietro, vescovo di Poitiers.
Come il vescovo era sul punto di pronunciare l'anatema, il Duca lo minacciò con una spada, giurando di ucciderlo se non avesse pronunciato l'assoluzione. Il vescovo Pietro, sorpreso, fece finta di rispettare l'accordo, ma quando il Duca, soddisfatto, lo lasciò andare, il vescovo ha completato la lettura dell'anatema, con calma, mostrando il collo al Duca. Secondo contemporanei, Guglielmo esitò un attimo prima di rinfoderare la spada e rispose: “Io non ti amo abbastanza per mandarti in paradiso”. La seconda volta è stato scomunicato per “aver rapito” la contessa Maubergeon, la moglie del suo vassallo, il visconte di Châtellerault. La donna, però, sembrava esser stata favorevole.
L'ha portata nella torre Maubergeonne del suo castello a Poitiers (grazie al quale le è attribuito il soprannome di La Maubergeonne) e, come riferito da Guglielmo di Malmesbury, ha anche dipinto un suo ritratto di sul suo scudo. Rientrata a Poitiers da Tolosa, Filippa era infuriata per la scoperta di un'altra donna che vive nel suo palazzo. Ha fatto appello ai suoi amici della corte e alla Chiesa; tuttavia, nessun nobile poteva aiutarla poiché Guglielmo era il loro signore feudale, e mentre il legato pontificio Giraud (calvo) si lamentò con Guglielmo e gli disse di far tornare Maubergeon al marito, Guglielmo gli rispose: “Dei riccioli cresceranno sul tuo capo, prima che la contessa se ne andrà”.
Umiliata, Filippa ha scelto nel 1116 di ritirarsi all'Abbazia di Fontevrault. Non sopravvisse a lungo, però: alcuni documenti dell'abbazia affermano che morì il 28 novembre 1118.

### Opere

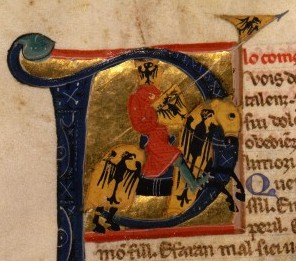
Guglielmo da un canzoniere del XIII secolo

Della sua opera sopravvivono undici composizioni, di cui quella tradizionalmente numerata come ottava (Farai chansoneta nueva) è di dubbia attribuzione, in quanto il suo stile e il suo linguaggio sono significativamente diversi. Il componimento 5° (Farai un vers, pos mi sonelh) possiede due versioni abbastanza distanti in diversi manoscritti. Le canzoni sono a lui attribuite sotto il titolo di Conte di Poitou (lo coms de Peitieus). Gli argomenti sono vari e trattano di sesso, amore, donne, le sue stesse prodezze sessuali e letterarie, oltre che di politica feudale.
Si dà qui di séguito l'elenco degli incipit dei componimenti di Guglielmo, seguiti dal numero d'ordine del repertorio della poesia dei trovatori, siglato BdT, dove il numero 183 corrisponde a Guglielmo IX e i testi sono poi catalogati alfabeticamente:
Ab la dolchor del temps novel, 183.1
Be voill que sapchon li pluzor, 183.2
Compaigno farai un vers tot covinen, 183.2
Compaigno, no posc mudar qu'eu no m'esfrei, 183.4
Compaigno, tant ai agutz d'avols conres, 183.5
Farai chansoneta nueva, 183.6
Farai un vers de dreg nien, 183.7
Mout jauzens me prenc en amar, 183.8
Pos de chantar m'es pres talens, 183.10
Pos vezem de novel florir, 183.11
Un vers farai, pos me someill, 183.12
Una anonima vida del XIII secolo lo ricorda così:
È possibile, tuttavia, che, almeno in parte, i fatti raccontati non siano reali, ma dedotti da interpretazioni letterali delle canzoni, scritte in prima persona; in una, per esempio, egli descrive come seduce due donne.
La sua schiettezza, brio ed esuberanza erano motivo di scandalo e destavano ammirazione allo stesso tempo. Fu uno dei primi poeti in lingua volgare del medioevo e tra i fondatori di una tradizione che culminerà in Dante, Petrarca e François Villon.
Ezra Pound lo menziona nel Canto VIII:
Per quanto concerne lo spirito romanzo, Pound definì Guglielmo IX "il più moderno fra i trovatori":
Guglielmo era un uomo che amava scandalizzare e senza alcun dubbio gioiva nel provocare il suo uditorio. Di fatto, Guglielmo concesse grandi elargizioni alla chiesa, forse per riottenere il favore del papa. Fece inoltre fare modifiche aggiuntive al palazzo dei conti di Poitou (quello che oggi è a Poitiers il Palazzo di Giustizia), risalente all'epoca merovingia, a cui contribuì in seguito la nipote Eleonora di Aquitania.
Una delle poesie (Pos de chantar m'es pres talenz) di Guglielmo, forse scritta al tempo della sua prima scomunica, in quanto da essa si evince che il figlio fosse ancora minore, è in parte una meditazione sulla caducità della vita umana:
E conclude:
Orderico Vitale riferisce di Guglielmo che compone canzoni (circa 1102) dopo il suo ritorno dalla crociata del 1101. Queste potrebbero essere le prime "canzoni di crociata":

## Discendenza
Guglielmo ebbe almeno tre figli da Filippa:
- Guglielmo[59](1099-1137), duca d'Aquitania e conte di Poitiers.
- Agnese di Poitiers[59], la quale sposò nel 1117, in prime nozze, il visconte Emerico V di Thouars (?-1127) e in seconde nozze (nel 1135) Ramiro II detto il Monaco (1075-1157), re d'Aragona dal 1134 al 1137.
- Filippa[59].
- Raimondo di Poitiers[59] (circa 1115-1149, morto nella battaglia d'Inab), che fu principe d’Antiochia, per aver sposato, nel 1136, la principessa Costanza, di 10 anni, figlia ed erede di Boemondo II, Principe d'Antiochia e di Alice di Gerusalemme.

Guglielmo ebbe almeno due, o quattro figli dalla Maubergeon:
- Enrico[61], che fu abate di Cluny.
- Guglielmo[60]
- Adelaide[60]

## Ascendenza
|                             |                       |                                | Genitori                |  |  | Nonni |  |  | Bisnonni                  |  |  | Trisnonni                  |  |
|                             |                       |                                |                         |  |  |       |  |  | Guglielmo IV di Aquitania |  |  | Guglielmo III di Aquitania |  |
|                             |                       |                                |                         |  |  |       |  |  | Guglielmo IV di Aquitania |  |  | Guglielmo III di Aquitania |  |
|                             |                       | Gerloc/Adele di Normandia      |                         |  |  |       |  |  | Guglielmo IV di Aquitania |  |  |                            |  |
| Guglielmo V di Aquitania    |                       |                                |                         |  |  |       |  |  | Guglielmo IV di Aquitania |  |  |                            |  |
|                             |                       | Emma di Blois                  | Tebaldo I di Blois      |  |  |       |  |  |                           |  |  |                            |  |
|                             |                       | Emma di Blois                  | Tebaldo I di Blois      |  |  |       |  |  |                           |  |  |                            |  |
|                             |                       | Emma di Blois                  | Liutgarda di Vermandois |  |  |       |  |  |                           |  |  |                            |  |
| Guglielmo VIII di Aquitania |                       | Emma di Blois                  |                         |  |  |       |  |  |                           |  |  |                            |  |
|                             |                       | Ottone I Guglielmo di Borgogna | Adalberto II d'Ivrea    |  |  |       |  |  |                           |  |  |                            |  |
|                             |                       | Ottone I Guglielmo di Borgogna | Adalberto II d'Ivrea    |  |  |       |  |  |                           |  |  |                            |  |
|                             |                       | Ottone I Guglielmo di Borgogna | Gerberga di Châlon      |  |  |       |  |  |                           |  |  |                            |  |
| Agnese di Borgogna          |                       | Ottone I Guglielmo di Borgogna |                         |  |  |       |  |  |                           |  |  |                            |  |
|                             |                       | Ermentrude di Roucy            | Rinaldo di Roucy        |  |  |       |  |  |                           |  |  |                            |  |
|                             |                       | Ermentrude di Roucy            | Rinaldo di Roucy        |  |  |       |  |  |                           |  |  |                            |  |
|                             |                       | Ermentrude di Roucy            | Alberada di Lotaringia  |  |  |       |  |  |                           |  |  |                            |  |
| Guglielmo IX d'Aquitania    |                       | Ermentrude di Roucy            |                         |  |  |       |  |  |                           |  |  |                            |  |
|                             | Roberto II di Francia | Ugo Capeto                     |                         |  |  |       |  |  |                           |  |  |                            |  |
|                             | Roberto II di Francia | Ugo Capeto                     |                         |  |  |       |  |  |                           |  |  |                            |  |
|                             | Roberto II di Francia | Adelaide d'Aquitania           |                         |  |  |       |  |  |                           |  |  |                            |  |
| Roberto I di Borgogna       | Roberto II di Francia |                                |                         |  |  |       |  |  |                           |  |  |                            |  |
|                             |                       | Costanza d'Arles               | Guglielmo I di Provenza |  |  |       |  |  |                           |  |  |                            |  |
|                             |                       | Costanza d'Arles               | Guglielmo I di Provenza |  |  |       |  |  |                           |  |  |                            |  |
|                             |                       | Costanza d'Arles               | Adelaide d'Angiò        |  |  |       |  |  |                           |  |  |                            |  |
| Hildegarde di Borgogna      |                       | Costanza d'Arles               |                         |  |  |       |  |  |                           |  |  |                            |  |
|                             |                       | Folco III d'Angiò              | Goffredo I d'Angiò      |  |  |       |  |  |                           |  |  |                            |  |
|                             |                       | Folco III d'Angiò              | Goffredo I d'Angiò      |  |  |       |  |  |                           |  |  |                            |  |
|                             |                       | Folco III d'Angiò              | Gerberga                |  |  |       |  |  |                           |  |  |                            |  |
| Ermengarda d'Angiò          |                       | Folco III d'Angiò              |                         |  |  |       |  |  |                           |  |  |                            |  |
|                             |                       | Ildegarda di Sundgau           | …                       |  |  |       |  |  |                           |  |  |                            |  |
|                             |                       | Ildegarda di Sundgau           | …                       |  |  |       |  |  |                           |  |  |                            |  |
|                             |                       | Ildegarda di Sundgau           | …                       |  |  |       |  |  |                           |  |  |                            |  |
|                             |                       | Ildegarda di Sundgau           |                         |  |  |       |  |  |                           |  |  |                            |  |